# Geir Frigård
Geir Frigård (Vormsund, 3 novembre 1970) è un ex calciatore norvegese, di ruolo attaccante.

## Carriera

### Club
Frigård iniziò la carriera con la maglia del Lillestrøm, per poi giocare nel Kongsvinger, nuovamente nel Lillestrøm, negli austriaci del LASK Linz (diventando capocannoniere della Bundesliga), nei tedeschi del TeBe Berlino, nei francesi del Sedan, ancora al LASK Linz e nei belgi del Lierse.
Dopo questa esperienza, tornò in patria per militare nello HamKam. Debuttò in squadra il 12 aprile 2004, schierato titolare nel pareggio per 1-1 sul campo del Sogndal, riuscendo anche ad andare a segno. Il 13 giugno dello stesso anno, segnò una tripletta al Molde, contribuendo al successo del suo HamKam per 5-1.
Nel 2006 passò all'Eidsvold Turn, per poi ritirarsi l'anno seguente.

### Nazionale
Frigård giocò 5 partite per la Norvegia. Debuttò il 15 gennaio 1994, nella sconfitta per 2-1 contro gli Stati Uniti. Il 7 settembre dello stesso anno, segnò l'unica rete: siglò infatti il gol della vittoria nel successo per 1-0 sulla Bielorussia.

## Statistiche

### Cronologia presenze e reti in nazionale
| Cronologia completa delle presenze e delle reti in nazionale ― Norvegia | Cronologia completa delle presenze e delle reti in nazionale ― Norvegia | Cronologia completa delle presenze e delle reti in nazionale ― Norvegia | Cronologia completa delle presenze e delle reti in nazionale ― Norvegia | Cronologia completa delle presenze e delle reti in nazionale ― Norvegia | Cronologia completa delle presenze e delle reti in nazionale ― Norvegia | Cronologia completa delle presenze e delle reti in nazionale ― Norvegia | Cronologia completa delle presenze e delle reti in nazionale ― Norvegia |
| Data                                                                    | Città                                                                   | In casa                                                                 | Risultato                                                               | Ospiti                                                                  | Competizione                                                            | Reti                                                                    | Note                                                                    |
| ----------------------------------------------------------------------- | ----------------------------------------------------------------------- | ----------------------------------------------------------------------- | ----------------------------------------------------------------------- | ----------------------------------------------------------------------- | ----------------------------------------------------------------------- | ----------------------------------------------------------------------- | ----------------------------------------------------------------------- |
| 15-1-1994                                                               | Phoenix                                                                 | Stati Uniti                                                             | 2 – 1                                                                   | Norvegia                                                                | Amichevole                                                              | -                                                                       |                                                                         |
| 19-1-1994                                                               | San Diego                                                               | Costa Rica                                                              | 0 – 0                                                                   | Norvegia                                                                | Amichevole                                                              | -                                                                       | 79’                                                                     |
| 9-3-1994                                                                | Cardiff                                                                 | Galles                                                                  | 1 – 3                                                                   | Norvegia                                                                | Amichevole                                                              | -                                                                       | 79’                                                                     |
| 7-9-1994                                                                | Oslo                                                                    | Norvegia                                                                | 1 – 0                                                                   | Bielorussia                                                             | Qual. Euro 1996                                                         | 1                                                                       | 69’                                                                     |
| 12-10-1994                                                              | Oslo                                                                    | Norvegia                                                                | 1 – 1                                                                   | Paesi Bassi                                                             | Qual. Euro 1996                                                         | -                                                                       | 77’                                                                     |
| Totale                                                                  |                                                                         | Presenze                                                                | 5                                                                       |                                                                         | Reti                                                                    | 1                                                                       |                                                                         |